# Tiliche

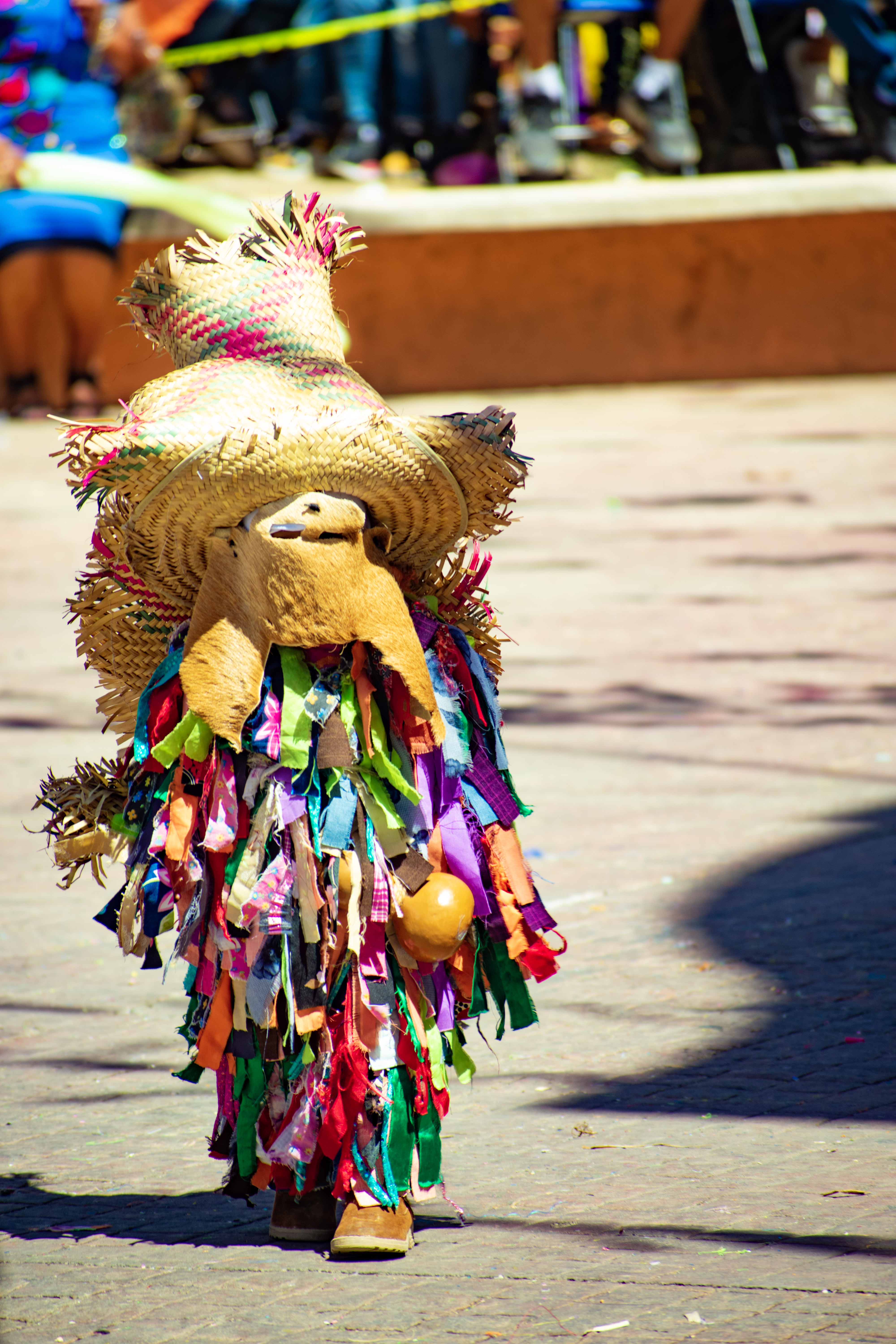
Ein Kind im klassischen Tiliche-Kostüm

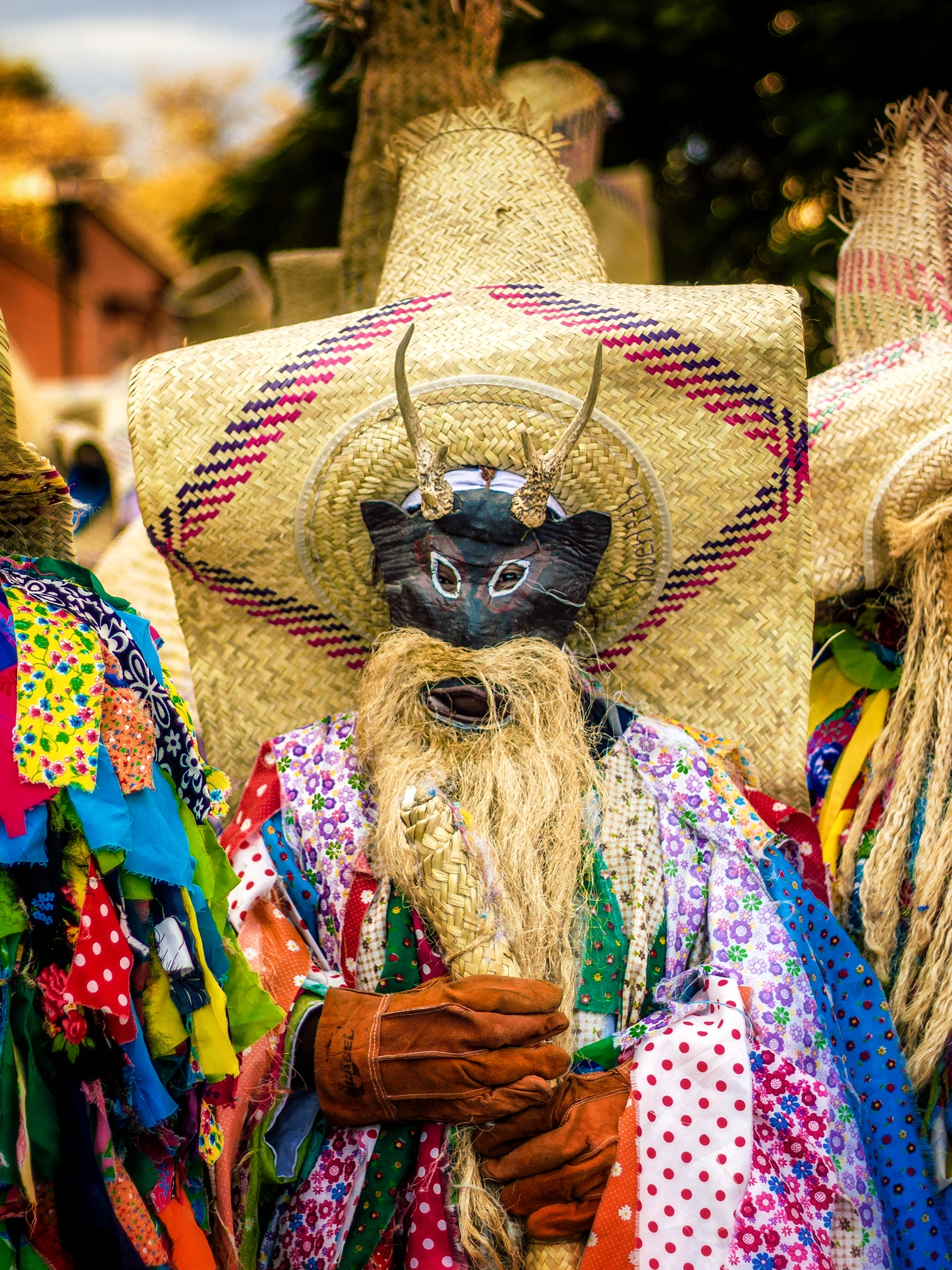
Sonderform des Tiliche mit zusammenhängendem Stoffumhang und vom Hut gesonderter Maske

Ein Tiliche (Spanisch für „Lumpen“, möglicherweise entlehnt aus dem Nahuatl), auch Viejo de Tiliches („alter Mann in Lumpen“), ist eine moderne Sagengestalt Mexikos und Mittelamerikas, die besonders für ihr Kostüm aus vielfarbigen Stofffetzen und die geflochtenen Masken und Hüte bekannt ist. Sie ist insbesondere im Bundesstaat Oaxaca verbreitet und Bestandteil von lokaler Identität und Hochzeitsbräuchen.

## Aussehen

### Körper
Zentral für das Aussehen eines Tiliche ist das den gesamten Körper bedeckende Patchwork-Kostüm, das aus zahlreichen, bunt variierten, etwa gleich großen Stoffstücken zusammengesetzt ist. Verwendung finden dafür entweder fest ausgewählte Stoffe oder Stoffreste unterschiedlicher Häufigkeit. Die meist zwischen 10 und 15 Zentimeter langen Stoffstreifen sind nur an einer der schmalen Seiten mit dem Unterstoff vernäht, sodass diese bei Tanz und Bewegung frei schwingen können.

### Kopfbedeckung
Der Kopf eines Tiliche ist in der Regel durch einen übergroßen, mit dezent eingeflochtenen Farbelementen ausgestatteten Strohhut bedeckt, der rechteckig auslaufend den Rücken herabreicht und häufig in eine ebenfalls aus Stroh geflochtene Gesichtsmaske übergeht. Teils werden anstelle verbundener Masken auch separate Masken von Tier- und Sagengestalten oder nur die Augenpartie aussparende Ledereinsätze getragen.

## Herkunft
Der genaue Ursprung der Tiliche ist unbekannt. Vielfach wird von einem mestizischen Ursprung Ende des 19. bis Anfang des 20. Jahrhunderts ausgegangen, der an andere Bräuche zum Vertreiben ‚böser Geister‘ anschließt. Unter anderem sollen die Tiliche anfangs Senioren in abgetragener Kleidung dargestellt haben. Auch wird von improvisierten Kostümen der Farmarbeiter örtlicher Haziendas berichtet. Im Volksmund präsent ist zudem der Bericht über einen Streik von Textilarbeitern, deren Anführer sich die Figur aus Gründen der Anonymisierung und zum Verschrecken der europäischstämmigen Fabrikbesitzer ausgedacht und auf verfügbare Stoffreste zurückgegriffen haben sollen. Feststeht die Verbindung mit sozialer Reform und Protest sowie der Symbolik der Bauern und Arbeiterklasse.

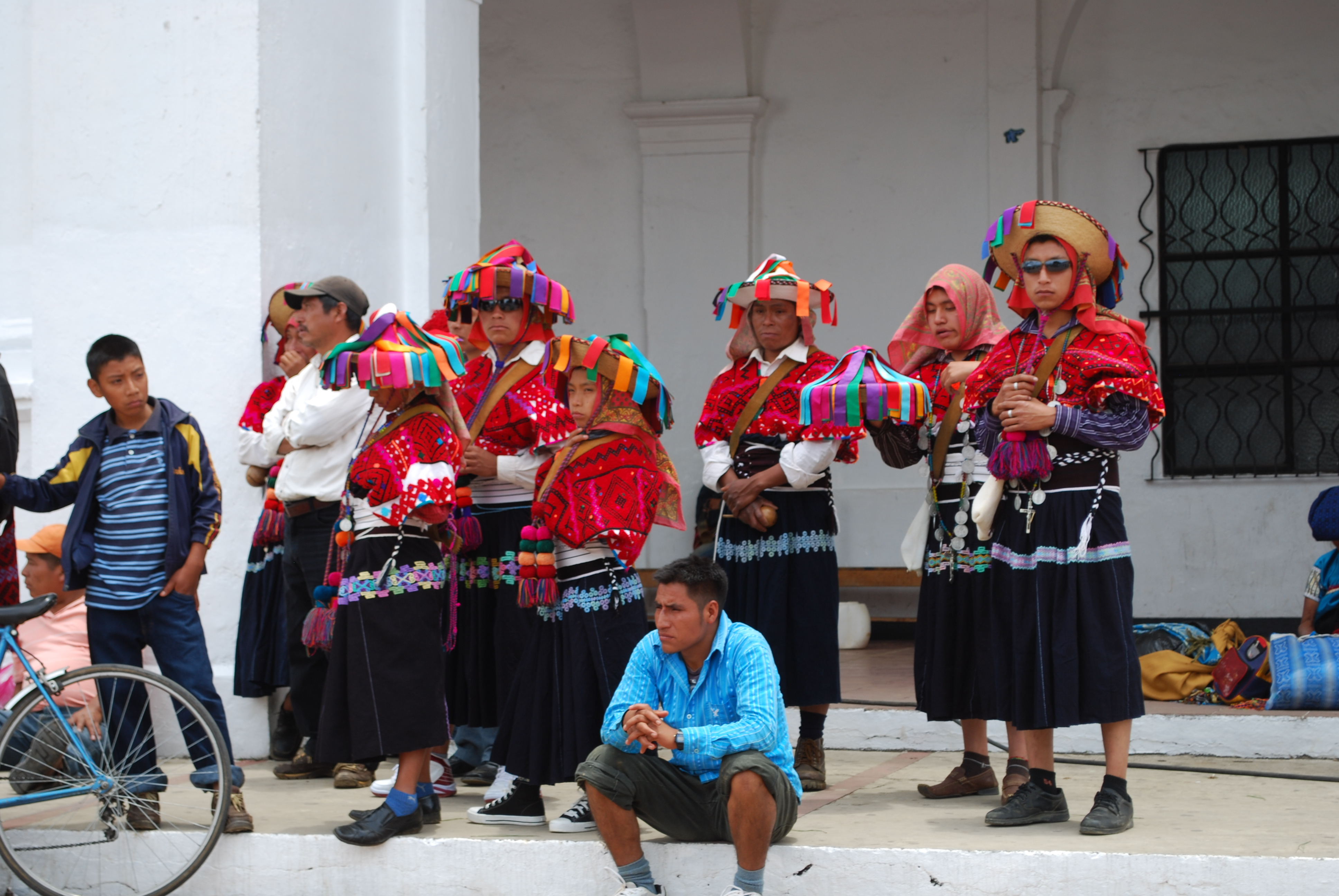
Angehörige der Tzeltal in Chiapas mit dem Kostüm ähnlichen Kopfbedeckungen

Auffällig ist auch die Ähnlichkeit mit den ebenfalls mit Stoffbündeln ausgestatteten Strohhüten der Tracht der mayastämmigen Tzeltal und Tzotzil im angrenzenden Bundesstaat Chiapas.

## Heutiges Auftreten
Tiliches werden damals wie heute maßgeblich mit dem vor der christlichen Fastenzeit stattfindenden Carnaval Putleco in Verbindung gebracht, der insbesondere in der Stadt Putla Villa de Guerrero im Westen Oaxacas zelebriert wird. Daneben treten Tiliches als schelmische Begleitung häufig bei traditionellen Hochzeiten, Straßenumzügen, öffentlichen Tanzveranstaltungen und Festivitäten wie dem Guelaguetza in Oaxaca de Juarez und international bei migrantisch geprägten Anlässen weit darüber hinaus auf.